# Halalaimus
Halalaimus är ett släkte av rundmaskar. Halalaimus ingår i familjen Oxystominidae.

## Dottertaxa tillHalalaimus, i alfabetisk ordning[1][2]
- Halalaimus acuminatus
- Halalaimus alatus
- Halalaimus amphidollus
- Halalaimus amphistrius
- Halalaimus brachyaulax
- Halalaimus carolinensis
- Halalaimus ciliocaudatus
- Halalaimus cirrhatus
- Halalaimus climactericus
- Halalaimus comatus
- Halalaimus delamarei
- Halalaimus diacros
- Halalaimus diplocephalus
- Halalaimus droebachiensis
- Halalaimus filicaudatus
- Halalaimus filicollis
- Halalaimus filicorpus
- Halalaimus filiformis
- Halalaimus filum
- Halalaimus fletcheri
- Halalaimus florescens
- Halalaimus gracilis
- Halalaimus horridus
- Halalaimus isaitshikovi
- Halalaimus leptoderma
- Halalaimus leptosoma
- Halalaimus lineatoides
- Halalaimus lineatus
- Halalaimus longicaudatus
- Halalaimus longicollis
- Halalaimus longisetosus
- Halalaimus longistriatus
- Halalaimus lutarus
- Halalaimus luticolus
- Halalaimus macquariensis
- Halalaimus marri
- Halalaimus meyersi
- Halalaimus monstrocaudatus
- Halalaimus pachyderma
- Halalaimus pachydermatus
- Halalaimus pachydoroides
- Halalaimus papillifer
- Halalaimus parvus
- Halalaimus ponticus
- Halalaimus rectispiculatus
- Halalaimus relatus
- Halalaimus sarsi
- Halalaimus scleratus
- Halalaimus setosus
- Halalaimus similis
- Halalaimus southerni
- Halalaimus stammeri
- Halalaimus strandi
- Halalaimus striatus
- Halalaimus supercirrhatus
- Halalaimus tenuicapitatus
- Halalaimus terrestris
- Halalaimus turbidus
- Halalaimus zenkevitshi